# Predsjednički izbori u Sjedinjenim Američkim Državama 2020.
Predsjednički izbori u Sjedinjenim Američkim Državama, zakazani za utorak, 3. studenog 2020. godine, bili su 59. četverogodišnji američki predsjednički izbori. Birači su glasali za predsjedničke kandidate i 14. prosinca 2020. izabran je novi predsjednika i potpredsjednik. U slučaju da niti jedan kandidat nije dobio najmanje 270 izbornih (engleski: electoral votes) glasova potrebnih za pobjedu na izborima, Zastupnički dom Sjedinjenih Američkih Država izabrao bi predsjednika od tri kandidata koji su dobili najviše glasova, a Senat Sjedinjenih Američkih Država izabrao potpredsjednika od kandidata koji su dobili dva najveća broja izbornika. Niz predsjedničkih predizbora (engleski: primary elections) i klubova poslanika (engleski: caucuses) održao se tijekom prvih šest mjeseci 2020. Ovaj proces imenovanja također je bio neizravan izbor, gdje su birači glasali birajući popis zastupnika na konvenciji za imenovanje političke stranke, koji zatim biraju predsjedničkog kandidata svoje stranke.
Dotadašnji predsjednik Donald Trump, član Republikanske stranke, koji je izabran 2016. godine, tražio je reizbor. Pobjednik predsjedničkih izbora 2020. godine Joe Biden inauguriran je 20. siječnja 2021. godine.

## Imenovanja

### Republikanska stranka
U izbornim ciklusima s tadašnjim predsjednicima koji se kandidiraju za reizbor, utrka za njihovo stranačko imenovanje obično je proformirana, s malom opozicijom umjesto bilo kakvih ozbiljnih izazivača, i tako da se stranačka pravila utvrđuju u korist tadašnjeg predsjednika. Izbori 2020. godine nisu izuzetak; s Donaldom Trumpom koji je formalno tražio drugi mandat, službeni republikanski aparat, na razini saveznih država i na državnoj razini, koordinirao je sa svojom kampanjom provedbu promjena koje će otežati bilo kojem predizbornom protivniku da postane ozbiljni protivnik. Dana 25. siječnja 2019. godine Republikanski nacionalni komitet (engleski: Republican National Committee) neslužbeno je podržao Trumpa.
Nekoliko Republikanskih komiteta saveznih država (engleski: Republican state committees) ukinulo je svoje predizbore ili klubove poslanika, navodeći činjenicu da su republikanci otkazali nekoliko predizbora saveznih država kada su George H. W. Bush i George W. Bush tražili drugi mandat, 1992. i 2004. godine; a demokrati su ukinuli neke od svojih predizbora kada su Bill Clinton i Barack Obama tražili reizbor 1996. i 2012. godine. Hakon otkazivanja svojih utrka, neke od saveznih država poput Havaja i New Yorka odmah su svoje zastupnike dodijele Trumpu, dok su druge savezne države, poput Kansasa i Nevade kasnije formalno održale konvenciju ili sastanak kako bi mu službeno dodijelile svoje zastupnike.
Osim toga, Trumpova kampanja pozvala je Republikanske komitete saveznih država koji su koristili proporcionalne metode za dodjelu zastupnika tijekom predsjedničkih izbora 2016. godine (gdje su zastupnici saveznih država u osnovi proporcionalno podijeljeni među kandidatima na osnovu postotku glasova) da pređu na model „pobjednik uzima sve” (engleski: winner-takes-all) (pobjednički kandidat u saveznoj državi dobiva sve svoje zastupnike) ili „pobjednik uzima najviše” (engleski: winner-takes-most) (gdje pobjednički kandidat osvaja sve zastupnike savezne države samo ako prijeđe unaprijed određeni iznos, u suprotnom se dijele proporcionalno) za 2020. godinu.

#### Imenovani
| Republikanska stranačka karta za 2020. godinu                |                                                                 |
| Donald Trump                                                 | Mike Pence                                                      |
| za predsjednika                                              | za potpredsjednika                                              |
|                                                              |                                                                 |
| 45. predsjednik Sjedinjenih Američkih Država (2017. – 2021.) | 48. potpredsjednik Sjedinjenih Američkih Država (2017. – 2021.) |
| Znak kampanje                                                |                                                                 |
|                                                              |                                                                 |

#### Kandidati
Sljedeći glavni kandidati su: (a) obnašali javnu funkciju, (b) bili uključeni u najmanje pet nezavisnih nacionalnih anketa, ili (c) dobili su značajnu medijsku pokrivenost.
| Kandidati u ovom odjeljku sortirani su prema državnom glasanju    |                                                               |                                                        |                                                       |
| Bill Weld                                                         | Joe Walsh                                                     | Rocky De La Fuente                                     | Mark Sanford                                          |
|                                                                   |                                                               |                                                        |                                                       |
| 68. guverner Massachusettsa (1991. – 1997.)                       | Zastupnik 8. kongresijskog distrikta Ilinoisa (2011. – 2013.) | Biznismen i višegodišnji kandidat                      | 68. guverner Južne Karoline (2003. – 2011.)           |
| Znak kampanje                                                     | Znak kampanje                                                 | Znak kampanje                                          | Znak kampanje                                         |
| Suspendirao kampanju: 18. ožujka 2020 454.402 glasova 1 zastupnik | Suspendirao kampanju: 7. veljače 2020 173.519 glasova         | Suspendirao kampanju: 23. travnja 2020 108.357 glasova | Suspendirao kampanju: 12. studenog 2020. 4258 glasova |
| [ 18 ] [ 19 ]                                                     | [ 20 ] [ 21 ]                                                 | [ 22 ] [ potreban bolji izvor ]                        | [ 23 ] [ 24 ]                                         |

### Demokratska stranka

#### Imenovani
| Demokratska stranačka karta za 2020. godinu                     |                                           |
| Joe Biden                                                       | Kamala Harris                             |
| za predsjednika                                                 | za potpredsjednika                        |
|                                                                 |                                           |
| 47. potpredsjednik Sjedinjenih Američkih Država (2009. – 2017.) | Senatorica iz Kalifornije (2017. – 2021.) |
| Znak kampanje                                                   |                                           |
|                                                                 |                                           |

#### Kandidati
Sljedeći glavni kandidati su: (a) obnašali funkciju potpredsjednika, ministra kabineta, senatora, zastušnika ili guvernera, (b) bili uključeni u najmanje pet nezavisnih nacionalnih anketa, ili (c) dobili su značajnu medijsku pokrivenost.
| Kandidati u ovom odjeljku sortirani su prema datumu povlačenja kandidature                                                                  |                                                                        | |                                                                                   |                                                                                           | | |
| Bernie Sanders | Tulsi Gabbard                                                          | Elizabeth Warren | Michael Bloomberg                                                                 | Amy Klobuchar                                                                             | Pete Buttigieg | Tom Steyer                                                                                                |
| |                                                                        | |                                                                                   |                                                                                           | | |
| Senator iz Vermonta (2007. – danas) Zastupnik Vermontovog kongresnog distrikta ↓2 (1991. – 2007.) Gradonačelnik Burlingtona (1981. – 1989.) | Zastupnica 2. kongresnog distrikta Havaja (2013. – danas)              | Senatorica iz Massachusettsa (2013. – danas) | Gradonačelnik New York Cityja, New York (2002. – 2013.) CEO tvrtke Bloomberg L.P. | Senatorica iz Minnesote (2007. – danas)                                                   | Gradonačelnik South Benda, Indiana (2012. – 2020.)                                                                                     | Menadžer hedge fondova Osnivač Farallon Capitala i Beneficial State Banka                                 |
| |                                                                        | |                                                                                   |                                                                                           | | |
| Znak kampanje | Znak kampanje                                                          | Znak kampanje | Znak kampanje                                                                     | Znak kampanje                                                                             | Znak kampanje | Znak kampanje                                                                                             |
| P: 8. travnja 2020. (podržao Bidena) 8.823.936 glasova 1073 delegata                                                                        | P: 19. ožujka 2020. (podržala Bidena) 233.079 glasova 2 delegata       | P: 5. ožujka 2020. (podržala Bidena) 2.668.057 glasova 58 delegata                                                                                               | P: 4. ožujka 2020. (podržao Bidena) 2.430.062 glasova 43 delegata                 | P: 2. ožujka 2020. (podržala Bidena) 501.332 glasova 7 delegata                           | P: 1. ožujka 2020. (podržao Bidena) 874.727 glasova 21 delegata                                                                        | P: 29. veljače 2020. (podržao Bidena) 250.513 glasova                                                     |
| [ 25 ] [ 26 ] [ 26 ] | [ 27 ] [ 28 ]                                                          | [ 29 ] [ 30 ] | [ 31 ] [ 32 ]                                                                     | [ 33 ] [ 34 ]                                                                             | [ 35 ] [ 36 ] | [ 37 ] [ 38 ]                                                                                             |
| Deval Patrick | Michael Bennet                                                         | Andrew Yang | John Delaney                                                                      | Cory Booker                                                                               | Marianne Williamson | Julián Castro                                                                                             |
| |                                                                        | |                                                                                   |                                                                                           | | |
| Guverner Massachusettsa (2007. – 2015.) | Senator iz Kolorada (2009. – danas)                                    | Poduzetnik Osnivač organizacije Venture for America | Zastupnik 6. kongresnog distrikta Marylanda (2013. – 2019.)                       | Senator iz New Jerseyja (2013. – danas) Gradonačelnik Newarka, New Jersey (2006. – 2013.) | Autorica Osnivačica organizacije Project Angel Food Nezavisni kandidat za zastupnicu 33. kongresnog distrikta Kalifornije 2014. godine | Ministar za stanovanje i urbani razvoj (2014. – 2017.) Gradonačelnik San Antonija, Teksas (2009. – 2014.) |
| |                                                                        | |                                                                                   |                                                                                           | | |
| Znak kampanje | Znak kampanje                                                          | Znak kampanje | Znak kampanje                                                                     | Znak kampanje                                                                             | Znak kampanje | Znak kampanje                                                                                             |
| P: 12. veljače 2020. (podržao Bidena) 20.761 glasova                                                                                        | P: 11. veljače 2020. (podržao Bidena) 43.682 glasova                   | P: 11. veljače 2020. (podržao Bidena) 119.862 glasova | P: 31. siječnja 2020. (podržao Bidena) 15.985 glasova                             | P: 13. siječnja 2020. (podržao Bidena) 30.191 glasova                                     | P: 10. siječnja 2020. (podržala Sandersa) 21.993 glasova                                                                               | P: 2. siječnja 2020. (podržao Warren, kasnije Bidena) 36.694 glasova                                      |
| [ 39 ] [ 40 ] | [ 41 ] [ 42 ]                                                          | [ 43 ] [ 44 ] | [ 45 ] [ 46 ]                                                                     | [ 47 ] [ 48 ]                                                                             | [ 49 ] [ 50 ] | [ 51 ] [ 52 ]                                                                                             |
| Kamala Harris | Steve Bullock                                                          | Joe Sestak | Wayne Messam                                                                      | Beto O'Rourke                                                                             | Tim Ryan | Bill de Blasio                                                                                            |
| |                                                                        | |                                                                                   |                                                                                           | | |
| Senatorica iz Kalifornije (2017. – danas) Vrhovna sutkinja Kalifornije (2011. – 2017.)                                                      | Guverner Montane (2013. – danas) Vrhovni sudac Montane (2009. – 2013.) | Zastupnik 7. kongresnog distrikta Pennsylvanije (2007. – 2011.) Bivši viceadmiral Ratne mornarice SAD-a                                                          | Gradonačelnik Miramara, Florida (2015. – danas)                                   | Zastupnik 16. kongresnog distrikta Teksasa (2013. – 2019.)                                | Zastupnik 13. kongresnog distrikta Ohija (2013. – danas) Zastupnik 17. kongresnog distrikta Ohija (2003. – 2013.)                      | Gradonačelnik New York Cityja, New York (2014. – danas)                                                   |
| |                                                                        | |                                                                                   |                                                                                           | | |
| Znak kampanje | Znak kampanje                                                          | Znak kampanje | Znak kampanje                                                                     | Znak kampanje                                                                             | Znak kampanje | Znak kampanje                                                                                             |
| P: 3. prosinca 2019. (podržala Bidena i imenovana za potpredsjednicu) 844 glasova                                                           | P: 2. prosinca 2019. 549 glasova                                       | P: 1. prosinca 2019. (podržao Klobuchar) 5251 glasova | P: 19. studenog 2019. 0 glasova ↓3                                                | P: 1. studenog 2019. (podržao Bidena) 1 glas ↓3                                           | P: 24. listopada 2019. (podržao Bidena) 0 glasova ↓3                                                                                   | P: 20. rujna 2019. (podržao Sandersa) 0 glasova ↓3                                                        |
| [ 53 ] [ 54 ] | [ 55 ] [ 56 ]                                                          | [ 57 ] [ 58 ] | [ 59 ] [ 60 ]                                                                     | [ 61 ] [ 62 ]                                                                             | [ 63 ] [ 64 ] | [ 65 ] [ 66 ]                                                                                             |
| Kirsten Gillibrand | Seth Moulton                                                           | Jay Inslee | John Hickenlooper                                                                 | Mike Gravel                                                                               | Eric Swalwell | Richard Ojeda                                                                                             |
| |                                                                        | |                                                                                   |                                                                                           | | |
| Senatorica iz New Yorka (2009. – danas) Zastupnica 20. kongresnog distrikta New Yorka (2007. – 2009.)                                       | Zastupnik 6. kongresnog distrikta Massachusettsa (2015. – danas)       | Guverner Washingtona (2013. – danas) Zastupnik 1. kongresnog distrikta Washingtona (1999. – 2012.) Zastupnik 4. kongresnog distrikta Washingtona (1993. – 1995.) | Guverner Kolorada (2011. – 2019.) Gradonačelnik Denvera, Kolorado (2003. – 2011.) | Senator iz Aljsake (1969. – 1981.)                                                        | Zastupnik 15. kongresnog distrikta Kalifornije (2013. – danas)                                                                         | Senator iz Zapadne Virginije (2016. – 2019.)                                                              |
| |                                                                        | |                                                                                   |                                                                                           | | |
| Znak kampanje | Znak kampanje                                                          | Znak kampanje | Znak kampanje                                                                     | Znak kampanje                                                                             | Znak kampanje | Znak kampanje                                                                                             |
| P: 28. kolovoza 2019. (podržala Bidena) 0 glasova ↓3                                                                                        | P: 23. kolovoza 2019. (podržao Bidena) 0 glasova ↓3                    | P: 21. kolovoza 2019. (podržao Bidena) 1 glas ↓3 | P: 15. kolovoza 2019. (podržao Benneta) 1 glas ↓3                                 | P: 6. kolovoza 2019. (podržao Gabbard i Sandersa, kasnije Howieja Hawkinsa) 0 glasova ↓3  | P: 8. srpnja 2019. 0 glasova ↓3 | P: 25. siječnja 2019. 0 glasova ↓3                                                                        |
| [ 67 ] [ 68 ] | [ 69 ] [ 70 ]                                                          | [ 71 ] [ 72 ] | [ 73 ] [ 74 ]                                                                     | [ 75 ] [ 76 ]                                                                             | [ 77 ] [ 78 ] | [ 79 ] [ 80 ]                                                                                             |